# لولا (ساردینیا)
لولا (به ایتالیایی: Lula) یک کومونه در ایتالیا است که در استان نیورو واقع شده‌است. لولا ۱۴۷٫۹ کیلومتر مربع مساحت و ۱٬۶۲۶ نفر جمعیت دارد و ۵۲۱ متر بالاتر از سطح دریا واقع شده‌است.